# تسعير
التسعير هو ركيزه رئيسية من ركائز التسويق الاربعة والتي تشمل أيضًا المنتج والترويج والمكان، كذلك هو الإجراء  الذي تضع بمقتضاه الشركة السعر الذي ستبيع به منتجاتها وخدماتها، ويكون في الغالب جزء من الخطة التسويقية للشركة. تأخذ الشركة بعين الاعتبار عند تحديد سعر منتجاتها تكلفة التصنيع، والمكان، والمنافسة، وحالة السوق، والعلامة التجارية، وجودة المنتج.
التسعير هو الوحيد العنصر المدرة للدخل من باقي الركائز الأربعة، والباقين يعدوا من ضمن مراكز التكلفة، إلا أنهم  سيساهمون في تقليل مرونة الأسعار وبالتالي ستمكن من زيادة الأسعار والتي ستقود إلى زيادة الأرباح.